# Сонетоїд
Сонетоїд — літературна форма з чотирнадцяти рядків, похідна від сонета, з'являється в перекладах сонетів на інші мови, зберігаючи зміст перекладеного сонета та структуру (4 + 4 + 3 + 3), але без необхідності строгого римування. Це також може бути самостійний вірш, сонет без рим. Сонети часто написані у вільному вірші. Твори такого типу були створені, серед іншого, чилійським лауреатом Нобелівської премії Пабло Нерудою (Cien sonetos de amor).

До сонетоїдів відносять, наприклад, такі неканонічні форми:
- сонет з обрамленням — два терцети обрамлені двома катренами, або навпаки ;
- сонет з одним катреном (безголовий сонет);
- сонет зі зміщеним двовіршем;
- сонет із кодою;
- сонет на дві рими.